# Raionul Simferopol, Crimeea
Simferopol (în ucraineană Сімферопольський район, transliterat: Simferopolskîi raion) este un raion în Republica Autonomă Crimeea, Ucraina. Reședința sa este orașul Simferopol.

## Demografie
Componența lingvistică a raionului Simferopol
     Rusă (66,95%)
     Tătară crimeeană (21,42%)
     Ucraineană (9,62%)
     Alte limbi (0,49%)
Conform recensământului din 2001, majoritatea populației raionului Simferopol era vorbitoare de rusă (66,95%), existând în minoritate și vorbitori de tătară crimeeană (21,42%) și ucraineană (9,62%).